# Saint-Pourçain-sur-Sioule
Saint-Pourçain-sur-Sioule is een gemeente in het Franse departement Allier (regio Auvergne-Rhône-Alpes). De gemeente telde 4.894 inwoners op 1 januari 2022. De plaats maakt deel uit van het arrondissement Moulins. Saint-Pourçain geldt als een van de oudste wijngebieden in Frankrijk waar nog steeds wijn geproduceerd wordt.

## Geschiedenis
De plaats is ontstaan op de linkeroever van Sioule bij de Abdij Saint-Pourçain die teruggaat tot de zesde eeuw. In de tweede helft van de negende eeuw werd de abdij overgenomen door benedictijnen van de Abdij Saint-Philibert in Tournus die er een priorij van maakten. In deze periode begon de groei van het dorp, voornamelijk dankzij de wijnbouw. De wijnen van Saint-Pourçain hadden een grote reputatie in de middeleeuwen. Tussen 1292 en 1531 was er ook een koninklijke munt in Saint-Pourçain. De stad breidde zich uit tot op de rechteroever, waar de Faubourg Paluet ontstond. De burgers van Saint-Pourçain kregen het privilegie een bestuur van verkozen consuls in te stellen. Vanaf de vijftiende eeuw kwam er einde aan de bloeiperiode door achtereenvolgens de Honderdjarige Oorlog en de Hugenotenoorlogen. Om zich te verdedigen kreeg Saint-Pourçain in de vijftiende eeuw een stadsmuur.
In 1646 sloten de monniken van de priorij zich aan bij de orde van Saint-Maur. Na de Franse Revolutie werd de priorij gesloten. De kerk Sainte-Croix van de priorij werd gekocht door de gemeente om te dienen als nieuwe parochiekerk. De oude, bouwvallige parochiekerk Saint-Georges werd afgebroken en in de plaats kwam een markthal.

## Geografie
De oppervlakte van Saint-Pourçain-sur-Sioule bedroeg op 1 januari 2022 35,67 vierkante kilometer; de bevolkingsdichtheid was toen 137,2 inwoners per km². 
De Sioule, een zijrivier van de Allier, stroomt door de gemeente. De plaats ligt aan de wegen D2009 (voorheen de N9), D987 en D46.
De onderstaande kaart toont de ligging van Saint-Pourçain-sur-Sioule met de belangrijkste infrastructuur en aangrenzende gemeenten.

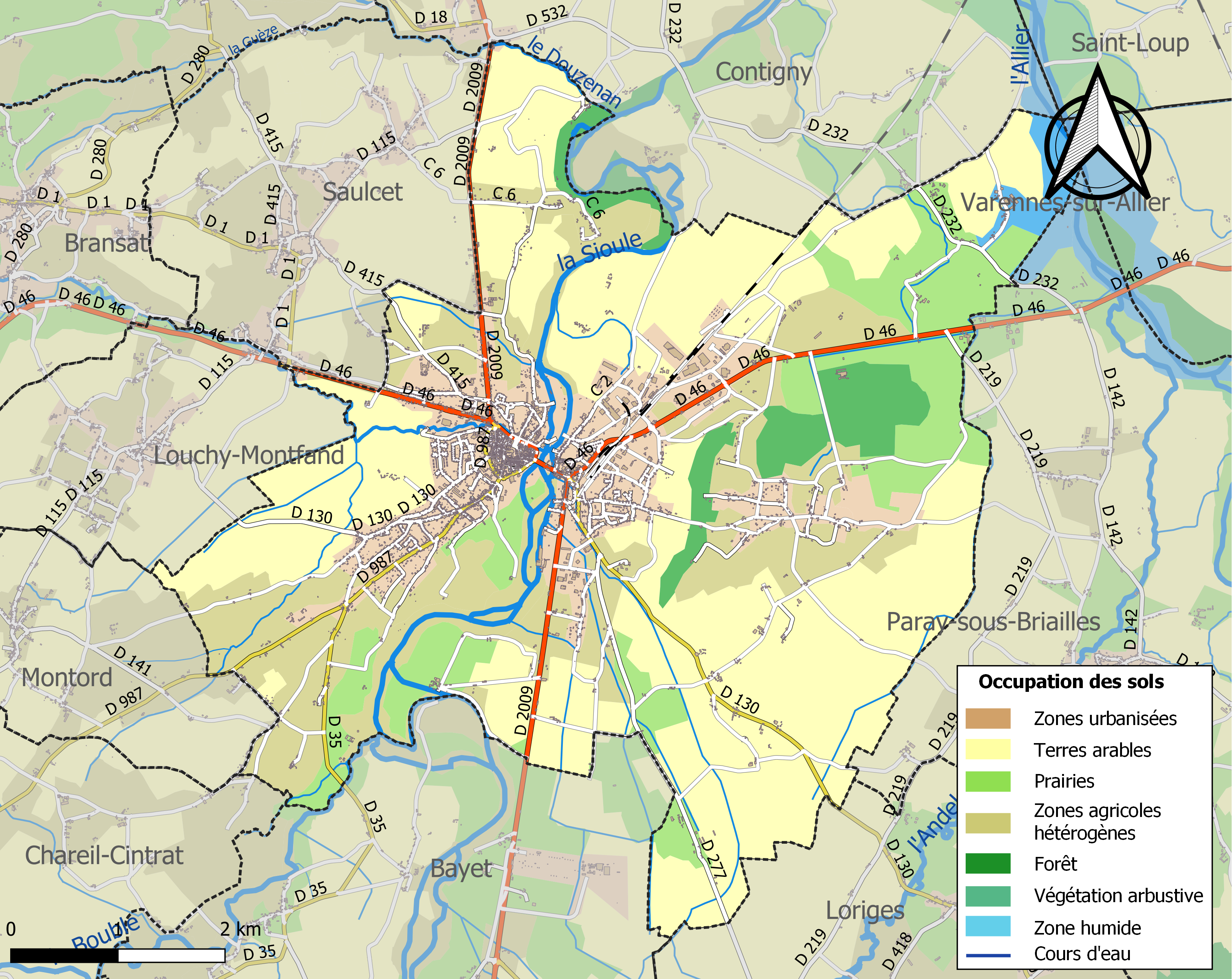

## Demografie
Onderstaande figuur toont het verloop van het inwonertal (bron: INSEE-tellingen).
Vanwege een beveiligingsprobleem met de MediaWiki Graph-software is het momenteel niet mogelijk deze grafiek weer te geven. Zodra de software is bijgewerkt zal de grafiek vanzelf weer zichtbaar worden.

## Bezienswaardigheden
De oudste delen van de kerk Sainte-Croix zijn romaans en dateren uit de twaalfde eeuw. Het schip is gotisch en is bekroond met een houten onderdak. Het belfort is gebouwd rond 1430 en is een symbool van de emancipatie van de stedelijke burgerij ten opzichte van de priorij. Het uitzicht van de toren is grotendeels zeventiende- en achttiende-eeuws. De Pont Charles de Gaulle, de brug over de Sioule, werd geopend in 1736 maar onderging talrijke herstellingen en aanpassingen na overstromingen en oorlogsschade tijdens de Tweede Wereldoorlog.
In de gemeente bevinden zich twee musea:
- Musée de la vigne et du terroir. Het museum rond de wijnbouw is gevestigd in het zestiende-eeuwse Maison du Bailli.
- Maison de la lithographie

## Geboren
- Blaise de Vigenère (1523-1596), diplomaat en cryptograaf